# 時計台バス
時計台バス株式会社（とけいだいバス）は、北海道札幌市白石区に本社を置きバス事業を行う企業。

## 概要
室蘭市に本社を置く道南バスは札幌市に営業所を設置していたが、札幌での貸切バス受注体制確立のため既存業者との提携を模索しており、札幌でホテル事業やバス事業を運営していた「ふせ観光」と協議が行われた。ふせ観光は1984年（昭和59年）6月にバス事業をふせ観光バス株式会社として分離独立させ、道南バスと資本・業務提携を行うと同時に役員と営業社員を受け入れた。同年12月に商号を時計台バス株式会社に変更した。
社名は札幌のシンボルとも言える札幌市時計台から取った。

## 事業区域
通常は札幌運輸支局管内および苫小牧市での発着が認められているが、貸切バス事業者安全性評価認定制度による優良事業者に限定した営業区域の弾力的な運用により北海道全域となっている。
2019年12月26日から貸切バス事業者安全性評価認定委員会において3つ星の認定を受けている（2024年8月25日現在）。

## 沿革
- 1967年（昭和42年）4月 - 一般貸切旅客自動車運送事業免許（寿都鉄道㈱の札幌営業所を譲受[6]）
- 1984年（昭和59年）6月 - ふせ観光株式会社の観光バス部門の経営を25台の中古バスとともに継承し設立
- 1984年（昭和59年）10月 - 時計台バス株式会社に商号変更
- 1991年（平成3年）11月 - 本社を現在地に移転
- 2017年（平成29年）2月 - 安全性評価認定（二ツ星）認定
- 2017年（平成29年）3月 - マイクロバス（リエッセⅡ、22名乗り）の導入
- 2018年（平成30年）5月 - 中型バス（ハイデッカーショート、27名乗り）の導入
- 2019年（令和1年）12月 - 安全性評価認定（三ツ星）認定
- 2021年（令和3年）12月 - 安全性評価認定（三ツ星）認定更新
- 2023年（令和5年）1月 - ISO39001（道路交通安全マネジメントシステム）認証取得
- 2023年（令和5年）12月 - 安全性評価認定（三ツ星）認定更新

## 車体・車両
車体は道南バスの色違いで、えんじ色を基調に側面中央に白の太い線が一本入る。そこには時計台の絵とローマ字で社名が書かれている。
大型車30台、中型車2台、小型車2台を保有。大型車・中型車は、日野自動車製のセレガ、小型車は、日野自動車製のリエッセⅡ。